# Hala nr 19 MTP
Hala nr 19 (Pawilon firmy Feal) – hala wystawiennicza Międzynarodowych Targów Poznańskich zlokalizowana wewnątrz terenów targowych. Obecnie w tym miejscu stoi hala nr 5.
Lata 50. i 60. XX wieku upłynęły na terenach targowych pod znakiem rywalizacji technologicznej i architektonicznej państw bloku socjalistycznego i Zachodu. Jednym z osiągnięć tego wyścigu była Hala nr 19, zbudowana w 1958 przez włoską firmę Feal, na zlecenie wystawców z USA. Projektantem tego skrajnie modernistycznego dzieła był fiński architekt tworzący w Ameryce – Reino Aarnio. Obiekt przypominał przeszkloną kostkę z silnie akcentowanymi pionowymi podziałami tafli szklanej. Był to jeden z najnowocześniejszych obiektów MTP w tamtych czasach.
Od 8 do 16 sierpnia 1987 w hali odbyła się Ogólnopolska Wystawa Filatelistyczna Poznań 87. Pokazano wtedy 541 zbiorów z Polski i zagranicy, w tym również kolekcje filumenistyczne.
Pawilon jest częścią tzw. Czteropaku (jako dzisiejsza hala nr 8).